# 단단버거
단단버거(중국어 간체자: 丹丹汉堡, 정체자: 丹丹漢堡, 병음: Dāndān Hànbǎo, 주음 부호: ㄉㄢˉㄉㄢˉㄏㄢˋㄅㄠˇ, 영어: Dain-Dain Hamburger)는 대만의 중국식과 서양식을 결합한 패스트 푸드 체인점이다. 1984년 가오슝시 첸진구에 1호점을 오픈했으며 2019년까지 대만 남부 도시를 포함해 대만 내 총 43개 지점을 보유하고 있다.